# USTA Challenger of Redding 2013
L'USTA Challenger of Redding 2013 è stato un torneo di tennis facente parte della categoria ITF Women's Circuit nell'ambito dell'ITF Women's Circuit 2013. Il torneo si è giocato a Redding in Stati Uniti d'America dal 9 al 15 settembre 2013 su campi in cemento e aveva un montepremi di $25,000.

## Vincitrici

### Singolare
Adriana Pérez ha battuto in finale  Robin Anderson con il punteggio di 2–6, 6–2, 6–1

### Doppio
Robin Anderson /  Lauren Embree hanno battuto in finale  Jacqueline Cako /  Allie Kiick con il punteggio di 6–4, 5–7, [10–7]